# Geogamasus tuberosus
Geogamasus tuberosus är en spindeldjursart som beskrevs av Wolfgang Karg 1976. Geogamasus tuberosus ingår i släktet Geogamasus och familjen Ologamasidae. Inga underarter finns listade i Catalogue of Life.